# العلاقات الفنزويلية الميانمارية
العلاقات الفنزويلية الميانمارية هي العلاقات الثنائية التي تجمع بين فنزويلا وميانمار.

## مقارنة بين البلدين
هذه مقارنة عامة ومرجعية للدولتين:
| وجه المقارنة                                              | فنزويلا                                  | ميانمار          |
| --------------------------------------------------------- | ---------------------------------------- | ---------------- |
| المساحة (كم2)                                             | 916.45 ألف                               | 676.58 ألف       |
| عدد السكان (نسمة)                                         | 28.87 مليون                              | 53.37 مليون      |
| الكثافة السكانية (ن./كم²)                                 | 31.5                                     | 78.88            |
| العاصمة                                                   | كاراكاس                                  | نايبيداو، يانغون |
| اللغة الرسمية                                             | اللغة الإسبانية، لغة الإشارة الفنزويلية ‏ | اللغة البورمية   |
| العملة                                                    | بوليفار فنزويلي                          | كيات ميانماري    |
| الناتج المحلي الإجمالي (بليون دولار)                      | 482.36 مليار                             | 69.32 مليار      |
| الناتج المحلي الإجمالي (تعادل القوة الشرائية) بليون دولار |                                          | 282.95 مليار     |
| الناتج المحلي الإجمالي الاسمي للفرد دولار أمريكي          |                                          | 1.16 ألف         |
| الناتج المحلي الإجمالي للفرد دولار أمريكي                 |                                          |                  |
| مؤشر التنمية البشرية                                      | 0.762                                    | 0.536            |
| رمز المكالمات الدولي                                      | +58                                      | +95              |
| رمز الإنترنت                                              | .ve                                      | .mm              |
| المنطقة الزمنية                                           | 00                                       | ت ع م+06:30      |

## منظمات دولية مشتركة
يشترك البلدان في عضوية مجموعة من المنظمات الدولية، منها:
| علم المنظمة | اسم المنظمة                        | تاريخ انضمام فنزويلا | تاريخ انضمام ميانمار |
| ----------- | ---------------------------------- | -------------------- | -------------------- |
|             | منظمة التجارة العالمية             | ?                    | ?                    |
|             | المنظمة الهيدروغرافية الدولية      | ?                    | ?                    |
|             | مؤسسة التمويل الدولية              | 28 ديسمبر 1956       | 3 ديسمبر 1956        |
|             | منظمة حظر الأسلحة الكيميائية       | ?                    | ?                    |
|             | الأمم المتحدة                      | 15 نوفمبر 1945       | 19 أبريل 1948        |
|             | الاتحاد الدولي للاتصالات           | 13 أغسطس 1920        | 15 سبتمبر 1937       |
|             | منظمة الشرطة الجنائية الدولية      | ?                    | ?                    |
|             | البنك الدولي للإنشاء والتعمير      | 30 ديسمبر 1946       | 3 يناير 1952         |
|             | الاتحاد البريدي العالمي            | ?                    | ?                    |
|             | وكالة ضمان الاستثمار متعدد الأطراف | 9 مايو 1994          | 16 ديسمبر 2013       |
|             | يونسكو                             | 25 نوفمبر 1946       | 27 يونيو 1949        |

## وصلات خارجية
- موقع وزارة الخارجية الفنزويلية
- موقع وزارة الخارجية الميانمارية